# Max Lejeune

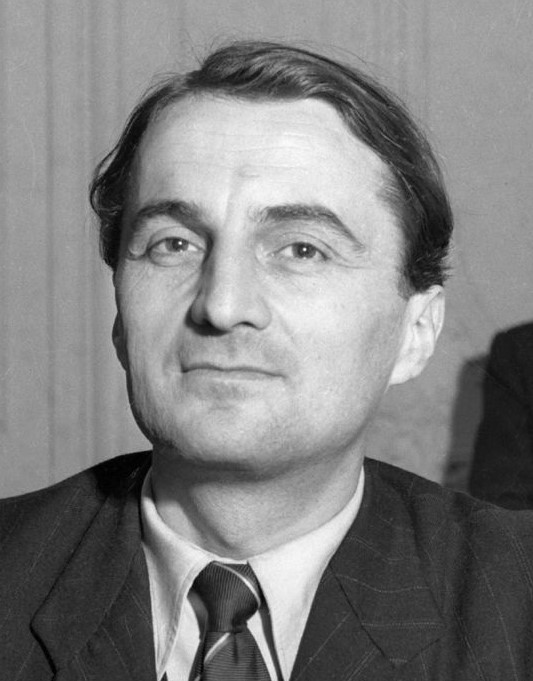
Max Lejeune (1950)

Max Marius Achille Lejeune (* 19. Februar 1909 in Flesselles, Département Somme; † 22. November 1995 in Abbeville, Département Somme) war ein französischer Politiker der Section française de l’Internationale ouvrière (SFIO) und später der Union pour la démocratie française-Mouvement démocrate socialiste de France (UDF-MDSF), der unter anderem zwischen 1936 und 1942 Mitglied der Abgeordnetenkammer sowie von 1945 bis 1958 Mitglied der Nationalversammlung und Minister in mehreren Regierungen der Vierten Französischen Republik war. Er war in der Fünften Republik zwischen 1958 und 1977 erneut Mitglied der Nationalversammlung und fungierte von 1973 bis 1995 als Vorsitzender der Mouvement démocrate socialiste de France beziehungsweise der aus dieser hervorgegangenen Parti social-démocrate. Zuletzt war er von 1977 bis zu seinem Tode 1995 Mitglied des Senats.

## Leben
Max Marius Achille Lejeune absolvierte ein Studium der Geographie an der Sorbonne, der Universität von Paris, und begann sein politisches Engagement in der Französischen Sektion der Arbeiter-Internationale (Section française de l’Internationale ouvrière) und wurde am 1. Juni 1936 erstmals Mitglied der Abgeordnetenkammer (Chambre des députés) und vertrat in dieser de Facto bis zum 31. Mai 1942 die Interessen des Départements Somme. Er wurde zu Beginn des Zweiten Weltkrieges 1939 mobilisiert und diente an der Maginot-Linie als Kommandant des Blocks 15 des Forts Métrich. Er geriet im Juni 1940 in Kriegsgefangenschaft und wurde in das Oflag IVc im Schloss Colditz deportiert, aus dem er ohne Erfolg zu fliehen versuchte. Anschließend wurde er im Oflag X-C in Lübeck interniert, wo es ihm gelang, ein Widerstandsnetzwerk und eine Verbindung zu den Streitkräften für ein freies Frankreich FFL (Forces françaises libres) aufzubauen.
Nach Ende des Zweiten Weltkrieges wurde er am 21. Oktober 1945 Verfassungsgebenden Versammlung beziehungsweise der Gesetzgebenden Versammlung und schließlich der Nationalversammlung (Assemblée nationale) der Vierten Republik, in der er nach seinen Wiederwahlen am 2. Juni 1946, 17. Juni 1951 und am 2. Januar 1956 erneut die Interessen des Départements Somme. Darüber hinaus wurde er 1945 erstmals Mitglied des Generalrates (Gonseil général) und vertrat in diesem bis zu seiner Ablösung durch Guy Dovergne 1988 den Kanton Abbeville-Sud. Während dieser Zeit wurde er 1945 auch Präsident dieses Generalrates und bekleidete dieses Amt ebenfalls bis 1988, woraufhin Fernand Demilly seine Nachfolge antrat. Daneben wurde er 1947 auch noch Nachfolger von Paul Bénard als Bürgermeister von Abbeville und verblieb in diesem Amt bis zu seiner Ablösung durch Jacques Becq 1989.
Am 16. Dezember 1946 übernahm Lejeune erstmals ein Regierungsamt und fungierte im Kabinett Blum III bis zum 22. Januar 1947 als Minister für Veteranen und Kriegsopfer (Ministre des Anciens Combattants et Victimes de guerre). Im Kabinett Schuman I übernahm er am 24. November 1947 das Amt als Staatssekretär für die Streitkräfte (Secrétaire d'État aux forces armées) und hatte dieses daraufhin auch in den Kabinetten Marie (26. Juli bis 5. September 1948), Schuman II (5. bis 11. September 1948), Queuille I (11. September 1948 bis 28. Oktober 1949) und Bidault II (28. Oktober 1949 bis 7. Februar 1950) inne. Am 12. Juli 1959 wurde er im Kabinett Pleven I abermals in das Amt des Staatssekretärs für die Streitkräfte berufen und behielt diese Funktion vom 10. März bis zum 11. August 1951 auch im Kabinett Queuille III. Im Kabinett Mollet übernahm er vom 1. Februar 1956 bis zum 13. Juni 1957 abermals die Funktion als Staatssekretär für die Streitkräfte.
Im darauf folgenden Kabinett Bourgès-Maunoury übernahm Max Lejeune am 13. Juni 1957 das neu geschaffene Amt als Minister für die Sahara (Ministre du Sahara) und behielt dieses zwischen dem 6. November 1957 und dem 14. Mai 1958 auch im Kabinett Gaillard. Im Kabinett Pflimlin fungierte er vom 14. Mai bis zum 1. Juni 1958 als Staatsminister (Ministre d’État). Im Kabinett de Gaulle III, der letzten Regierung der Vierten Republik, übernahm er vom 1. Juni 1958 bis zum 8. Januar 1959 noch einmal den Posten als Minister für die Sahara.
Nach Inkrafttreten der Verfassung der Fünften Französischen Republik am 4. Oktober 1958 wurde Max Lejeune am 23. November 1958 erstmals zum Mitglied der Mitglied der Nationalversammlung (Assemblée nationale) und vertrat in dieser nach seinen Wiederwahlen am 25. November 1962, 12. März 1967, 30. Juni 1968 und 11. März 1973 bis zum 7. Oktober 1977 den neu geschaffenen vierten Wahlkreis des Départements Somme, woraufhin Chantal Leblanc neue Abgeordnete für diesen Wahlkreis wurde. Während seiner Mitgliedschaft in der Nationalversammlung gehörte er verschiedenen Fraktionen an, und zwar von 1958 bis 1967 zunächst der Sozialistischen Gruppe SOC (Groupe socialiste), zwischen 1967 und 1973 der Föderation der Demokratischen und Sozialistischen Linken FDGS (Fédération de la gauche démocrate et socialiste) sowie zuletzt von 1973 bis 1977 der Sozialdemokratische Reformer RDS (Réformateurs démocrates sociaux). Nach der Wahl am 11. März 1973 gründete Max Lejeune die Demokratische Sozialistische Bewegung Frankreichs MDSF (Mouvement démocrate socialiste de France) und wurde am 29. Mai 1973 deren Gründungsvorsitzender beziehungsweise zwischen dem 23. Oktober 1982 und dem 25. November 1995 Vorsitzender der aus der MSDF hervorgegangenen Sozialdemokratische Partei PSD (Parti social-démocrate). Die MSDF schloss sich bei der Wahl am 12. März 1978 dem Wahlbündnis Union für die französische Demokratie UDF (Union pour la démocratie française) unter dem damaligen Staatspräsidenten Valéry Giscard d’Estaing und erhielt einen Sitz in der Nationalversammlung.
Bei der Wahl am 25. März 1977 wurde Lejeune als Nachfolger von Raymond de Wazières erstmals zum Mitglied des Senats (Sénat) gewählt und gehörte diesem nach seiner Wiederwahl am 28. September 1986 als Vertreter des Départements Somme bis zu seinem Tode am 30. September 1995 an, woraufhin Fernand Demilly neuer Senator wurde. Während seiner Senatszugehörigkeit schloss er sich von 1977 bis 1989 der Fraktion Demokratische Linke GD (Gauche démocratique) sowie zwischen 1989 und 1995 Europäische Demokratische Versammlung RDE (Rassemblement démocratique européen) an. 1978 übernahm er zudem von Charles Baur das Amt des Regionalrates der damaligen Region Picardie und bekleidete dieses bis zu seiner Ablösung durch Jacques Mossion 1979. Nach seinem Tode wurde er auf dem Friedhof von Longpré-les-Corps-Saints beigesetzt. 